# Talvitaipale
Talvitaipale är en ö i Finland. Den ligger i sjön Jääsjärvi och i kommunen Joutsa i den ekonomiska regionen  Joutsa ekonomiska region  och landskapet Mellersta Finland, i den södra delen av landet, 180 km norr om huvudstaden Helsingfors. Öns area är 8,2 hektar och dess största längd är 430 meter i sydöst-nordvästlig riktning.